# لويس نابليون (شخصية كرتونية)
نابليون، إحدى شخصيات مسلسل كرتون انمي كابتن ماجد, نابليون مهاجم قوي في منتخب فرنسا. يغضب بسرعة كبيرة، وغالبًا ما يخرج ببطاقة حمراء لسلوكه العنيف. يتميز بقوته الكبيرة في التسديد. في الأنمي المدبلج للعربية، تم اعتماد اسم (بليون) في الشبح.

## من تقنياته في اللعب
ضربة المدفع Canon Shoot، ثنائي برج إيفل Eiffel Attack (مع بيير). من تقنياته وأساليبه في الألعاب: ضربة المدفع الهائلة Mega Cannon Shot.